# 埃律西昂山

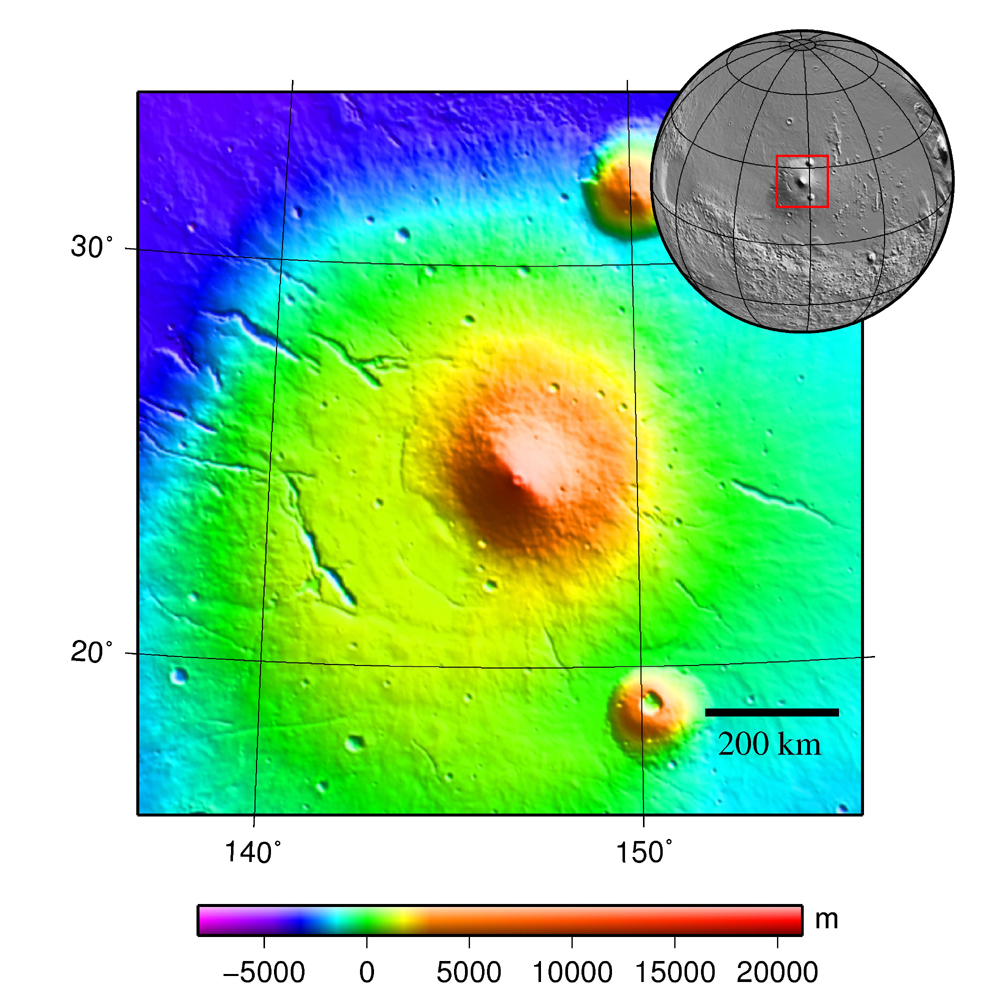
埃律西昂山地形圖

埃律西昂山（Elysium Mons）是火星上埃律西昂的盾狀火山，高14,127公尺。位於北緯24.74度，東經146.9度。有個寬14公里的火山口，和火星其他盾狀火山相比算是小且接近完整圓形的，且此山也較接近錐形。外型常和地球撒哈拉沙漠中的庫西山相比較。於1972年由水手9號發現。